# Serie 592 de Renfe
La Serie 592 de Renfe es una familia de automotores diésel dedicados a cubrir líneas de Cercanías y Media Distancia de Renfe Operadora. Puestos en circulación en 1982 y reformados posteriormente, han sido utilizados en multitud de servicios, tales como líneas de cercanías, líneas regionales o relaciones de larga distancia. Actualmente son utilizados en los núcleos de Cercanías de Valencia (líneas C-3 y C-5) y en los de Cercanías Alicante-Murcia (líneas C-1 y C-2); así como en las relaciones de Media Distancia València-Alcoy y, hasta el temporal Filomena, Madrid-Cuenca-Valencia. Además, algunas unidades están alquiladas a Comboios de Portugal.
Estas unidades alcanzan una velocidad de 120 km/h (series 592.0 y 592.3/5); mientras la subserie 592.2 alcanza los 140 km/h después de diversos cambios realizados en su reforma.

## Historia
La serie fue encargada por RENFE en torno al año 1978 y su construcción fue llevada a cabo por Macosa y Ateinsa, con motorización a cargo de la empresa alemana MAN AG. La entrega de estas unidades se realizó desde el año 1981 hasta el año 1984, fabricándose un total de 70 composiciones.
Al mismo tiempo se realizó una segunda serie, la serie 593, con un aspecto exterior y una finalidad muy parecidas. Las diferencias técnicas entre ambas series son muy grandes, especialmente en su motorización, resultando la 592 mucho más fiable que la 593.
Los 592 fueron dedicados a cubrir algunas líneas de cercanías y numerosas líneas regionales. Cuando Renfe se dividió en unidades de negocio, parte de los automotores 592 fueron traspasados a la UN de Cercanías, y otra parte a la UN de Regionales. Los adscritos a Cercanías fueron modificados para llevar a cabo este servicio, incorporaron nuevos asientos antivandálicos y fueron suprimidos los tabiques de los compartimentos dotando a estas composiciones de un aspecto interior similar a las unidades 446 y 447. Una excepción son los pertenecientes al núcleo de Cercanías Murcia/Alicante, que conservaron su aspecto anterior.
Algunas unidades fueron cedidas a la compañía portuguesa CP, para realizar los servicios transfronterizos entre Oporto y Vigo-Guijar.
Una parte importante de la serie ha sido sustituida en sus funciones por trenes de series más modernas, como las 594, 598 y 599.

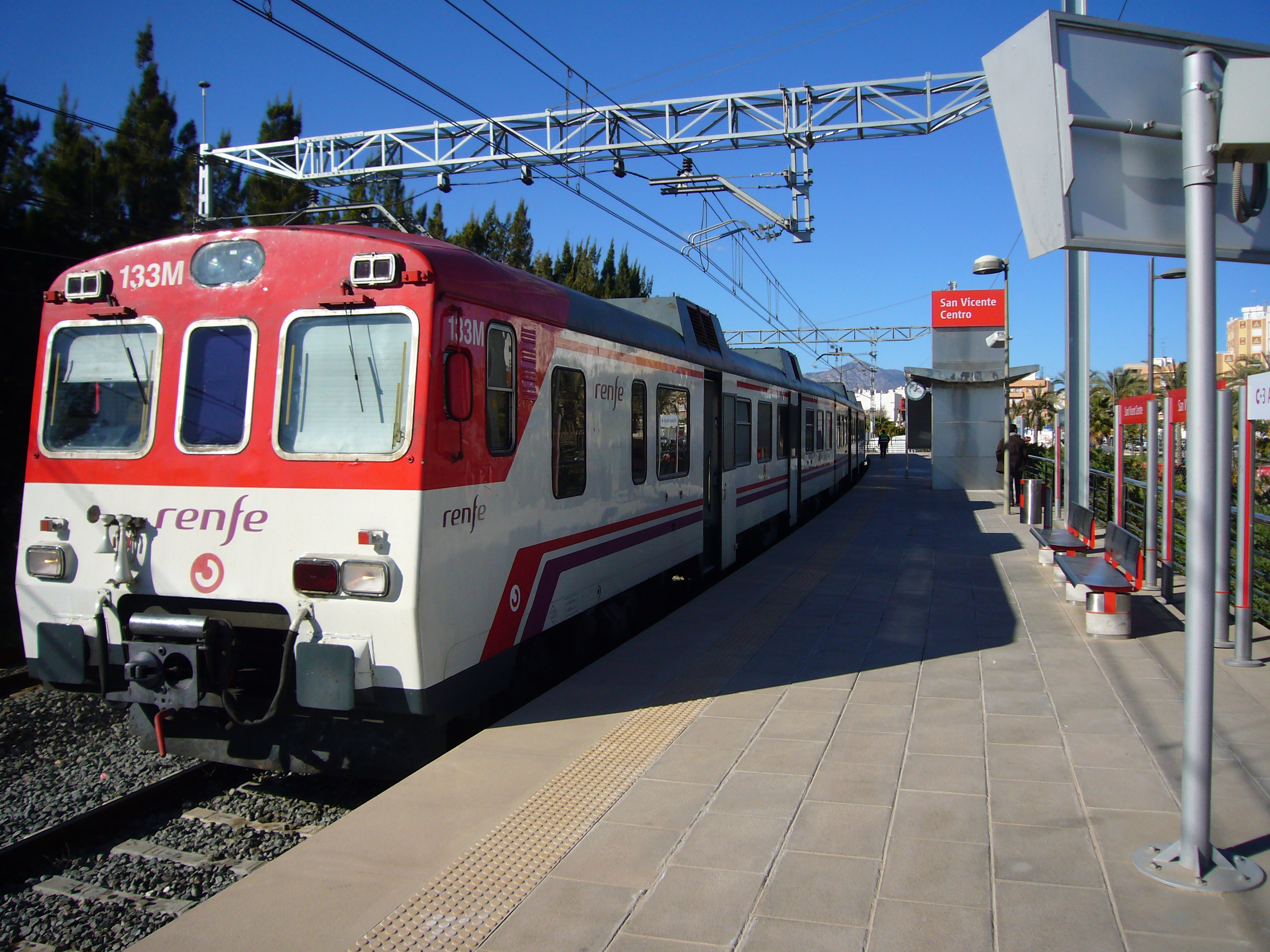
Esquema Renfe Operadora de Cercanías.
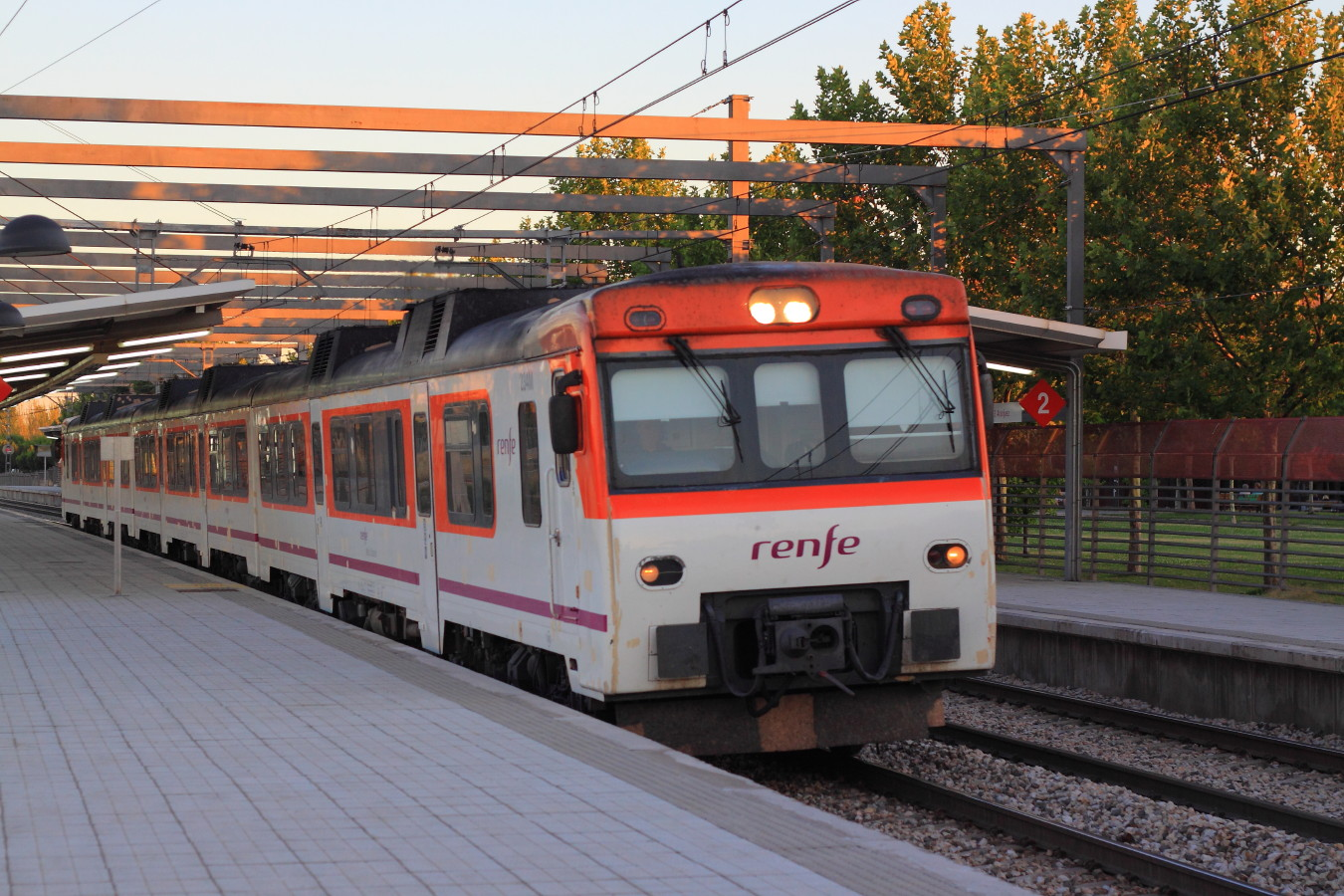
Automotor con el testero carenado y esquema de Renfe Operadora para regionales.
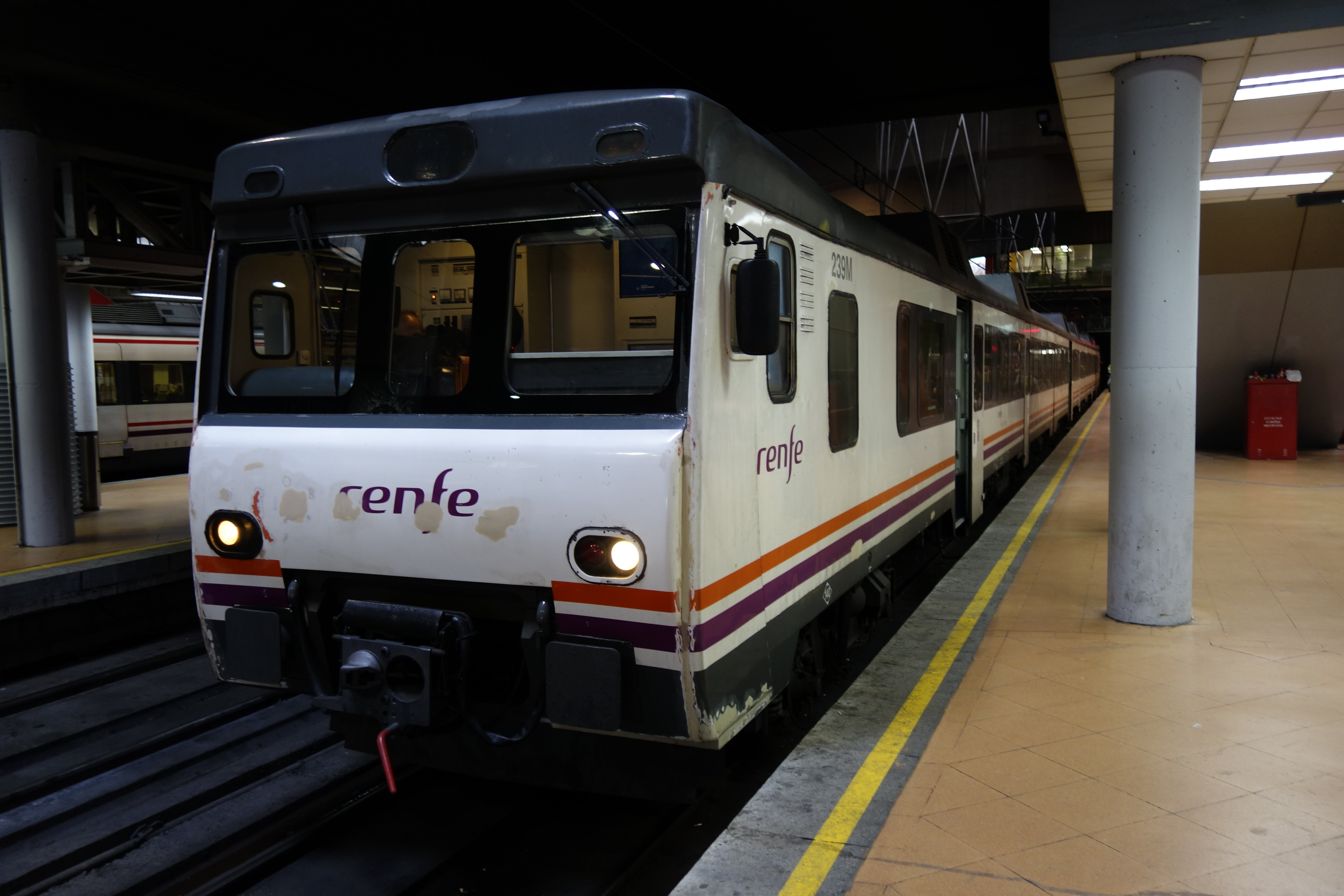
Automotor estacionado en Madrid-Atocha con esquema de Regionales antes de partir hacia Cuenca.
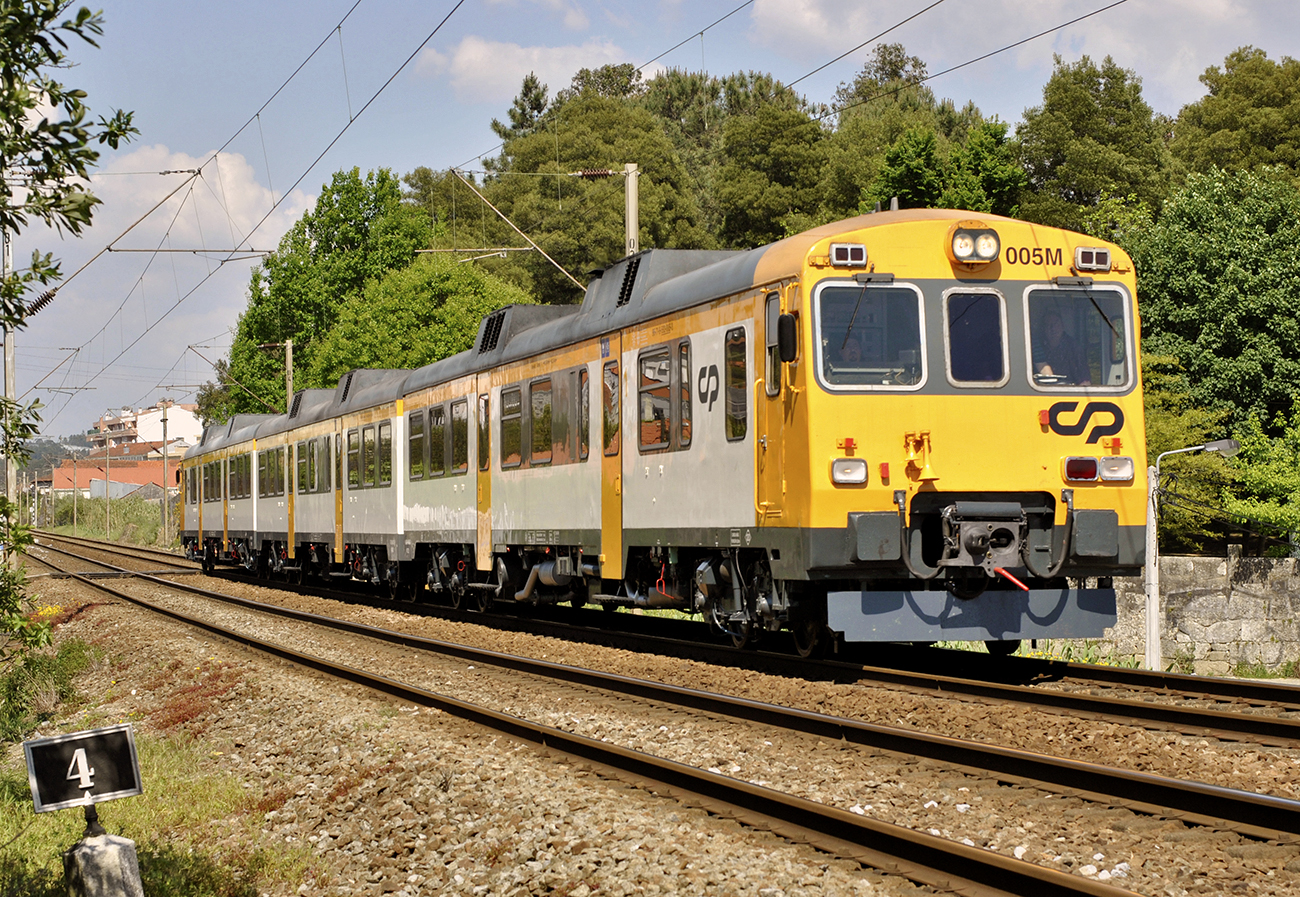
Tren de CP que realiza el recorrido entre Vigo y Oporto.
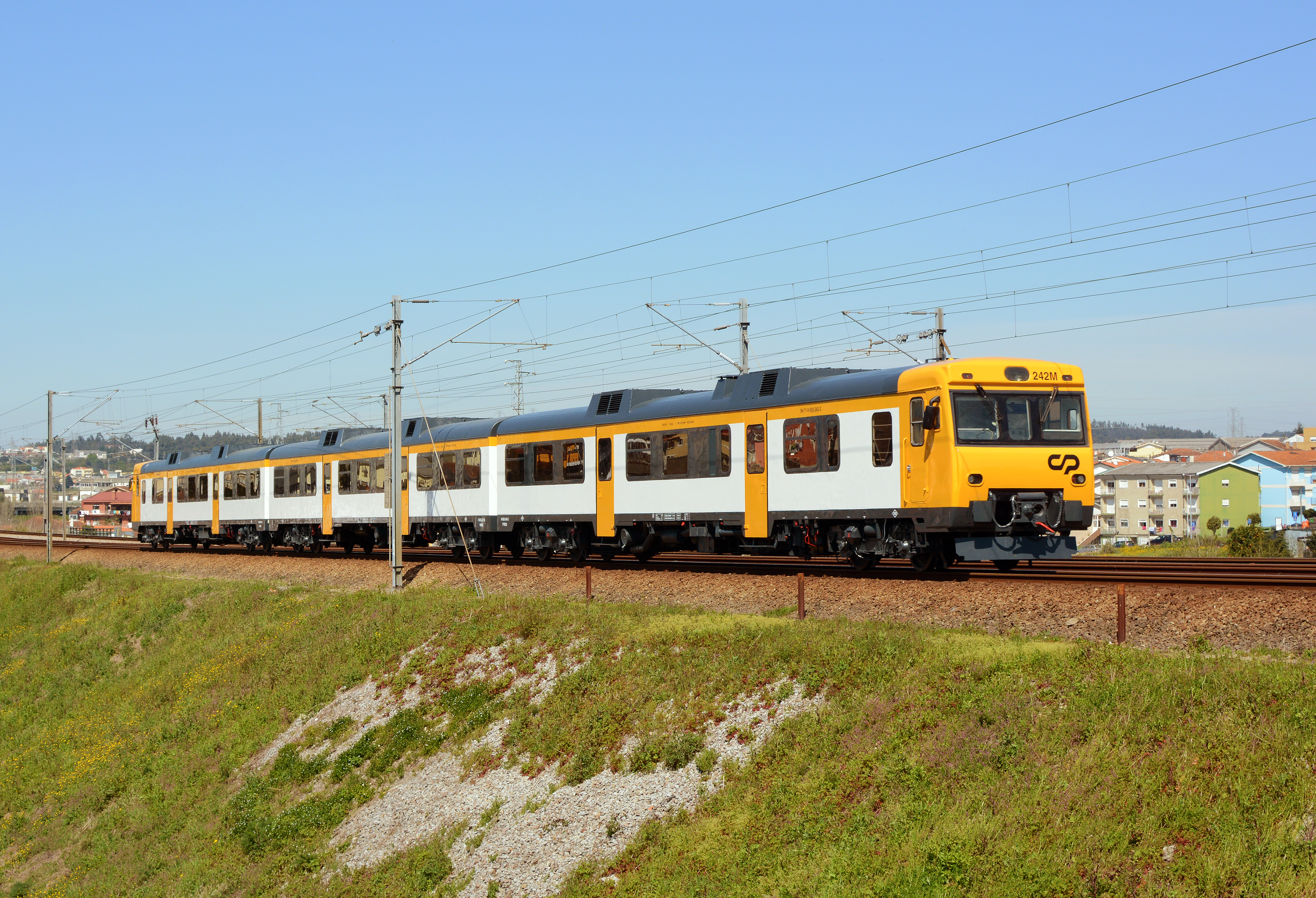
Automotores alquilados por CP en la línea del Miño (Portugal).

## Características
El modelo es conocido popularmente como «camello», debido a las jorobas que albergan los equipos del aire acondicionado, y sobresalen de las cajas a la altura de las puertas.
Cada unidad se compone de 3 coches (a excepción de la subserie 592.3/5 y el 592.201), dos extremos motores y un remolque intermedio. El remolque intermedio alberga el generador auxiliar que hace funcionar los equipos del tren. La transmisión es hidráulica, lo que marcó la diferencia con la serie 593, cuya transmisión mecánica resultó muy problemática.
Cada coche dispone de dos puertas a cada lado, dividiendo el interior en 3 salas de viajeros. La disposición de asientos es de pasillo central, con dos asientos a cada lado. Los asientos habituales de la serie son orientables, pudiendo pivotar el respaldo para orientar el asiento en el sentido de la marcha.

## Subseries

### Subserie 592.200

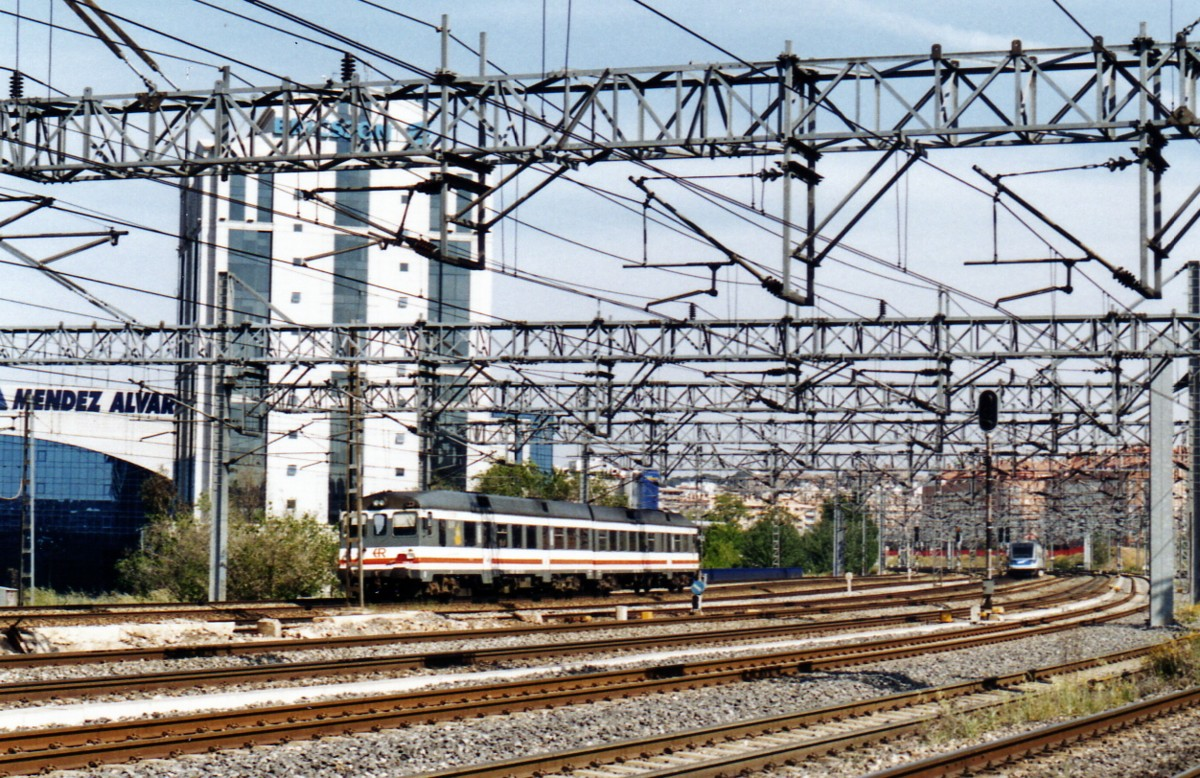
El automotor 592.201 conocido como "el atómico"

Alrededor del año 1989, RENFE encarga la modificación del automotor 592.010 para ser utilizados en viajes de larga distancia. La modificación incluyó la inclusión de plazas de primera clase, una pequeña cafetería y una velocidad comercial de 140 km/h, para la que modificaron sus transmisiones.
Este prototipo fue renumerado como 592.201, dando inicio a la nueva subserie. Esta primera unidad se perdió en un incendio en la estación de Venta Mina. Con los restos que pudieron recuperarse del incendio se elaboró una nueva unidad, destinada también a media distancia, compuesta por el coche motor que no fue afectado por el incendio y el remolque intermedio que fue equipado con un motor de tracción y se le instaló una cabina. La unidad fue apodada «atómico».
Hacia el año 2000 se reforman otras unidades que se adscriben a esta subserie, las cuales son apodadas «supermán». En el aspecto de interior fueron reformadas las salas de viajeros en las que se sustituyeron los tabiques que separaban las salas por unas mamparas de cristal que daban una mayor sensación de amplitud y luminosidad, se reformaron las butacas añadiéndoles un bloque de espuma que les dotaba de un diseño más ergonómico y se cambiaron las cortinas por unos estores.
Las reformas en el exterior del automotor se centraron en la parte frontal del tren la cual fue carenada con fibra de vidrio dotando a este automotor de un aspecto diferente de su predecesor, ganando también un teleindicador de destino, además de un esquema de colores nuevo.
En el apartado mecánico fueron sustituidos sus 4 motores por otros nuevos, también MAN AG, de la serie D 2866 LUE, que rendían a una mayor potencia. Para aprovechar este incremento de potencia fueron modificadas sus transmisiones hidráulicas Voith para lograr alcanzar la cifra de 140 km/h de velocidad punta (por 120 km/h de la serie 592.0). El freno también fue modificado, pasó de ser un freno neumático puro a ser electroneumático para lograr una mejora sustancial de frenado.

### Subserie 592.300-500
La subserie 300-500 es la formada por automotores 592 sin remolque intermedio (R) quedado simplificadas a dos unidades motor (M-M). Tan sólo existen dos unidades.
El inicio de esta subserie viene dado tras el traspaso de los automotores desde la UN  de Regionales a la UN de Cercanías. El traspaso abarcó a 23 unidades, todas ellas composiciones M+R+M excepto una que, singularmente, la formaban cinco coches (25M+14R+26M+21R+31M). Esta composición era de explotación problemática, por lo que Renfe decidió separar las dos unidades restantes quedando una unidad básica (25M+14R+26M) y otra que tras las oportunas modificaciones en el coche remolque se renumeró 301M+501M. Las coches motores 71M y 72M formaron la segunda unidad 592 de 2 coches (302M+502M).
Entre las mejoras que aporta esta subserie se encuentran: la reducción de plazas que permite a este automotor atender más eficientemente las líneas de baja demanda y también el aumento de la potencia másica de 6,44 kW a 7,03 kW lo que le confiere una mayor potencia y una mayor aceleración.
Actualmente estos automotores prestan servicio en Cercanías Valencia.